# Осинники
Осинники (на руски: Осинники) е град в Кемеровска област, Русия. Населението на града към 1 януари 2018 е 42 454 души.

## История
Селището е основано през 1926 година, през 1938 година получава статут на град.